# Carrowhubbock South
Carrowhubbock South is een townland in het Ierse graafschap Sligo.